# Demiańczyce
Demiańczyce (biał. Дзямянчыцы, Dziamianczycy; ros. Демянчицы, Diemianczicy) – wieś na Białorusi, w obwodzie brzeskim, w rejonie kamienieckim, w sielsowiecie Widomla, nad Leśną.

## Historia
W XIX i w początkach XX w. wieś Demianczyce i majątek ziemski Demianczyce-Michałowo położone były w Rosji, w guberni grodzieńskiej, w powiecie brzeskim, w gminie Turna. Wieś należała wówczas do Małachowskich, a majątek do hr. Grabowskich.
W dwudziestoleciu międzywojennym leżały w Polsce, w województwie poleskim, w powiecie brzeskim, w gminie Turna. W 1921 miejscowość liczyła 164 mieszkańców, zamieszkałych w 33 budynkach, wyłącznie Białorusinów wyznania prawosławnego.
Po II wojnie światowej w granicach Związku Sowieckiego. Od 1991 w niepodległej Białorusi. 7 września 2006 zostały przeniesione z sielsowietu Ratajczyce do sielsowiet Widomla.